# Karl Brand (Biochemiker)
Karl Brand (* 22. April 1931 in Beilngries; † 13. November 2010 in Erlangen) war ein deutscher Biochemiker.

## Werdegang
Brand legte im Jahr 1956 das Pharmazeutische Staatsexamen an der Universität Freiburg und 1961 das Medizinische Staatsexamen an der Universität Heidelberg ab, wo er 1962 bei Benno Hess promoviert wurde. 1969 folgte  an der Universität Bochum die Habilitation. Im gleichen Jahr wurde er Abteilungsleiter am Max-Planck-Institut für Ernährungsphysiologie in Dortmund und er wurde mit dem Dr. Fritz Merck-Preis für Biochemie ausgezeichnet. 1972 folgte er einem Ruf auf den Lehrstuhl für Physiologische Chemie an der Universität Erlangen-Nürnberg, wo er bis zu seiner Emeritierung im Jahr 1999 gemeinsam mit Walter Kersten, später mit Cord-Michael Becker dem Institut für Biochemie vorstand.
Im Oktober 1987 wurde er zum Ehrenmitglied der Japanischen Biochemischen Gesellschaft ernannt.